# Алма-Атинский хлопчатобумажный комбинат
Хлопчатобумажный комбинат, Алма-Атинский хлопчатобумажный комбинат имени 50-летия Октябрьской революции (ул. Маречека, 1), крупнейшее предприятие лёгкой промышленности республики Казахстан. 

## История

### 1961 - 1991
Строительство предприятия началось в 1961 году, а уже в 1965 году выдана продукция. 
С 1967 года — имени 50-летия Октябрьской революции. 8 января 1970 года на комбинате была введена в эксплуатацию вторая прядильная фабрика (126 тыс. веретен), а в декабре 1970 года - вторая очередь ткацкой фабрики.
Выпускал ткани 13 артикулов, в том числе 7 с Государственным знаком качества. Годовой план по реализации продукции был 261,3 млн рублей. В 48 основных и вспомогательных цехах было установлено 6209 единиц технологического оборудования, в том числе 93 % автоматы, полуавтоматы и автоматизированные линии. Работал на сырье, получаемом из Южно-Казахстанской области, Таджикской ССР, Туркменской ССР. 
В 10-й пятилетке (1976—1980 гг.) комбинат 90,4 % тканей выпустил 1-м сортом, 4-м артикулом изделий был присвоен Государственный знак качества. Предприятие ежегодно обновляло до 70 % рисунков тканей при норме 50 %. На комбинате было развёрнуто соревнование между сменами и бригадами за выпуск продукции отличного качества, в нём участвовало 82 смены, 22 цеха, 700 бригад.
В 1981 году коллектив АХБК выпустил миллиардный метр натуральной ткани. 
В целом, в советское время АХБК входил в число крупнейших предприятий города и носил звание предприятия высокой эффективности и качества работы..
До 1992 года численность работников предприятия составляла более 9 тысяч человек.

### После 1991
После провозглашения независимости Казахстана АХБК по программе приватизации и разгосударствления был акционирован и отдан в частную собственность. После передачи комбината в частные руки началось сокращение работников и объемов производства. По состоянию на 2002 год комбинат работал на 10% мощности. В 1999-2002 годы частными собственниками-акционерами АХБК в Темирбанке были взяты кредитные займы в 4 миллиона долларов под 17% годовых.. Залогом выступил весь производственный комплекс комбината. В итоге кредитные средства не использовались на развитие комбината, а исчезли. Банк забрал акции и сам комбинат себе. Имущество комбината (станки, коммуникации) стало распродаваться, к 2002 году от комбината остались одни бетонные стены. В 2003 году в одном из бывших производственных цехов устроен торговый центр Армада, 2016 году на остальной части бывших цехов устроен торговый центр Грандпарк.  

## Особенности комбината
Единственное предприятие в Казахстане, которое перерабатывало хлопко-волокно в ткани.
- Один ткацкий станок стоил в среднем 80 тысяч долларов[7][8].
- Проектная мощность: переработка 15 тысяч тонн хлопко-волокна в год, 70-80 миллионов погонных метров[7][8].
- Страны-потребители: Россия, Украина, Италия, Испания, США, Канада[7][8].

## Закрытие комбината
На сегодняшний день крупнейшего-градообразующего комбината не существует, в 1990-х годах, завод остановился, 10000 человек осталось без работы. 
Часть производственных площадей (цех размером 100 000 кв.м.) с 2003 года превращена в торговый центр «Армада», другая же часть корпусов стихийно разобрана.
В 2016 году на месте второго бывшего цеха АХБК был устроен торговый центр «Grand Park».

## Дворец культуры
Комбинат имел собственный дворец культуры, в котором в настоящее время располагается детский театр.